# Helmut Käutner
Helmut Käutner (ur. 25 marca 1908 w Düsseldorfie, zm. 20 kwietnia 1980 w Castellina in Chianti) – niemiecki reżyser, scenarzysta i aktor filmowy. Uważany za jednego z najwybitniejszych twórców powojennego kina niemieckiego.

## Życiorys
Swoją karierę rozpoczął pod koniec Republiki Weimarskiej. Pierwsze filmy kręcił w czasach nazistowskich, unikając przy tym tematów propagandowych. Największe sukcesy odnosił po wojnie, w latach 40. i 50. 
Międzynarodowe uznanie zdobył dzięki antywojennej koprodukcji austriacko-jugosłowiańskiej Ostatni most (1954) z Marią Schell w roli niemieckiej lekarki, która pomaga jugosłowiańskim partyzantom. Podejmował się bezpośredniej krytyki historii i współczesności Niemiec, m.in. w Generale diabła (1955) z Curdem Jürgensem w roli tytułowej. Jego adaptacja sztuki Carla Zuckmayera Kapitan z Köpenick (1956) była nominowana do Oscara dla najlepszego filmu nieanglojęzycznego.
Członek jury konkursu głównego na 11. MFF w Cannes (1958).